# Simone Graziani
Simone Graziani (Sansepolcro, 4 marzo 1449 – Sansepolcro, 16 giugno 1509) è stato un abate, giurista e umanista italiano.

## Biografia
Nato a Sansepolcro e figlio di Benedetto Graziani, appartenente alla più antica aristocrazia cittadina (e a sua volta ramo di una delle più antiche famiglie di Perugia), diventa monaco nella locale abbazia camaldolese. Non si conosce il suo percorso scolastico, ma la sua carriera è molto rapida e già tra 1478 e 1480 è abate di San Pietro di Pozzeveri. Nel 1496 è detto esperto nei sacri canoni, ma non viene indicato con un titolo accademico.
La prima notizia documentaria risale al 24 novembre 1474, quando è monaco nel monastero camaldolese di Sansepolcro. Abate di San Pietro di Pozzeveri, presso Lucca, tra 1478 e 1480, il 15 dicembre 1480 è eletto abate di Sansepolcro da papa Sisto IV. Prende possesso della carica il 7 gennaio 1481.
Durante il suo abbaziato, protrattosi per quasi trent’anni, a Sansepolcro sorgono la Compagnia del Santissimo Crocifisso (1492) e la Confraternita del Buon Gesù (1509) e il monastero delle terziarie francescane viene riformato dalle Clarisse dell’Osservanza del monastero di Monteluce a Perugia (1500).
Muore nel 1509 e il suo corpo viene sepolto nel monumentale sepolcro fattogli erigere nell’abbazia camaldolese di Sansepolcro.
Alla sua morte gli succede nella carica il fratello Galeotto Graziani.

### L’impegno per la riqualificazione dell'abbazia di Sansepolcro
Dotato di buona cultura umanistica e sensibilità artistica, Simone Graziani lega il suo nome alla vasta opera di qualificazione artistica dell’abbazia e dell’annesso monastero camaldolese di Sansepolcro, di cui ancora oggi rimane ampia traccia. I lavori sono sostenuti con le entrate del monastero e con le offerte raccolte in occasione di determinate festività liturgiche grazie alla concessione di un’apposita indulgenza da parte del cardinale Jorge da Costa, legato apostolico in Italia, il 15 giugno 1484. Il testo della lettera di concessione delle indulgenze fa riferimento alla necessità di riparazione della chiesa del monastero di San Giovanni Evangelista di Sansepolcro, che manca anche degli ornamenti ecclesiastici necessari al culto divino, cosa che non suscita la devozione dei fedeli, e per questo necessita di manutenzione e decorazione. Per tale motivo il cardinale concede una indulgenza ai fedeli che visiteranno la chiesa devotamente e ne aiuteranno la manutenzione e riparazione ogni anno nella festa di san Romualdo (dai primi ai secondi vespri). In tal modo il Graziani si assicura un’entrata straordinaria attraverso la quale sostenere il progetto di abbellimento di chiesa e monastero.
Per la chiesa il Graziani commissiona a Pietro Vannucci, detto il Perugino, una grande tavola raffigurante l’Ascensione di Gesù per l’altare maggiore della chiesa abbaziale, che viene usata per sostituire il Polittico della Resurrezione di Niccolò di Segna. Durante l’abbaziato del Graziani lavorano nell’abbazia anche Piero della Francesca (pitture oggi perdute) e Bartolomeo della Gatta. Nel 1474 commissiona il nuovo coro per la chiesa abbaziale a Gaspare di Pietro Bagnacavallo da Fano.
Nel monastero l’abate fa affrescare un ciclo con le storia della vita di san Benedetto al piano terreno del chiostro e la decorazione di una sala all’interno del campanile, dove ancora oggi sono ben visibili il suo stemma e quello della Congregazione camaldolese. Il suo stemma, inoltre, è scolpito su capitelli e colonne di vari ambienti del monastero, segno dell’ampia portata degli interventi di abbellimento e ricostruzione da lui promossi.